# Сафонов, Владимир Михайлович
Владимир Михайлович Сафонов (род. 13 ноября 1948, Омск) — советский хоккеист, нападающий. Советский и белорусский тренер.

## Биография
Воспитанник омского хоккея. На молодёжном уровне играл за «Аэрофлот». Выступал за команды мастеров «Локомотив» Омск (1966/67 — 1967/68), «Химик» (Омск) и «Торпедо» Рубцовск (1971/72 — 1972/73).
В 1975 году начал тренировать в хоккейной школе Омска. Главный тренер сборной Омской области — обладателя серебряных медалей Спартакиады РСФСР (1978). Тренер в юниорской (до 18 лет) сборной команды СССР — бронзового призёра чемпионата Европы 1982. Тренер «Динамо» Минск (1982—1985). Главный тренер сборной БССР — победительницы Спартакиады народов СССР (1986). Главный тренер команды второй лиги ШВСМ (Минск) (1987—1988). Главный тренер польской команды «Краковия» (1989—1991). Главный тренер сборной Белоруссии и «Динамо» Минск (1991—1992). Главный тренер национальной, олимпийской и молодёжных сборных команд Польши (1994—2000) — бронзовые медали первенства мира в группе «Б» среди национальных сборных, золотые медали первенства мира в группе «Б» среди молодёжных сборных.
Главный тренер команды «Динамо-Энергия» Екатеринбург (2000/01 — 2001/02). Тренер в сборной Белоруссии (2002—2003). Главный тренер команд «Газовик» (Тюмень) (2003—2004), «Металлург» Лиепая (2004/05), «Капитан» Ступино (2005/06 — 2006/07).
Руководитель селекционного отдела, тренер команды «Локомотив» Ярославль (2006—2009). Главный тренер юниорской (до 18 лет) сборной Белоруссии (2009—2010). Руководитель селекционного отдела команды КХЛ «Атлант» Мытищи (2010—2011). Генеральный менеджер сборных команд Белоруссии (2011—2014). Руководитель селекционного отдела команды «Нефтехимик» Нижнекамск (2014—2016).
СДЮШОР БФСО «Динамо» Минск (2016—2017). С 2017 года — директор СДЮШОР ГУ «Хоккейный клуб „Юность-Минск“».
Среди воспитанников Сафонова: Николай Борщевский, Юрий Шипицын, Олег Микульчик, Александр Шумидуб.